# Campionati oceaniani di atletica leggera 2024
I XIX campionati oceaniani di atletica leggera si sono svolti a Suva, nelle Figi, dal 1º al 7 giugno 2024 presso l'HFC Bank Stadium. Gli atleti hanno gareggiato in 47 specialità, 23 maschili, 21 femminili e 1 mista.
Durante la manifestazione sono stati assegnati, in gare separate, anche i titoli under 18, under 20 e si sono svolte alcune gare per le categorie master e di atletica leggera paralimpica.

## Nazioni partecipanti
Hanno preso parte a questi campionati 19 nazioni e una squadra regionale dell'Australia che ha gareggiato indipendentemente rispetto alla nazionale di appartenenza (fuori classifica). Le Isole Marshall e le federazioni di Nuova Caledonia, Niue e Wallis e Futuna erano assenti. La Nuova Caledonia doveva inizialmente partecipare alla manifestazione, ma ha dovuto rinunciare all'invio della propria squadra a causa dei disordini civili interni.
- Australia
  - / Australia settentrionale
- Figi
- Guam
- Isole Cook
- Isole Marianne Settentrionali
- Isole Salomone
- Kiribati
- Micronesia
- Nauru

- Isola Norfolk
- Nuova Zelanda
- Palau
- Papua Nuova Guinea
- Polinesia francese
- Samoa
- Samoa Americane
- Tonga
- Tuvalu
- Vanuatu

## Risultati

### Uomini
| Specialità | Oro                                                                      | Prestazione             | Argento                                                                   | Prestazione             | Bronzo                                                                             | Prestazione            |
| Corse piane |                                                                          |                         |                                                                           |                         |                                                                                    |                        |
| 100 m vento: -0,9 m/s | Joshua Azzopardi                                                         | 10"33                   | Sebastian Sultana                                                         | 10"35                   | Rohan Browning                                                                     | 10"40                  |
| 200 m vento: -3,9 m/s | Calab Law                                                                | 20"74                   | Aidan Murphy                                                              | 21"11                   | Tovetuna Tuna                                                                      | 21"63                  |
| 400 m | Luke Van Ratingen                                                        | 45"84                   | Cooper Sherman                                                            | 45"97                   | Alex Beck                                                                          | 46"41                  |
| 800 m | Peyton Craig                                                             | 1'46"33                 | Luke Boyes                                                                | 1'46"39                 | Jack Lunn                                                                          | 1'49"31                |
| 1 500 m | Russell Green                                                            | 3'58"02                 | Jamie Mora                                                                | 3'58"20                 | David Lee                                                                          | 3'58"31                |
| 5 000 m | David McNeill                                                            | 14'02"23                | Haftu Strintzos                                                           | 14'08"03                | Matthew Taylor                                                                     | 14'15"06               |
| 10 000 m | Haftu Strintzos                                                          | 29'17"97                | Andre Waring                                                              | 29'55"31                | Joshua Phillips                                                                    | 30'06"56               |
| Marcia 5 000 m | Lucas Martin                                                             | 25'13"83                | Medaglie non assegnate                                                    | Medaglie non assegnate  | Medaglie non assegnate                                                             | Medaglie non assegnate |
| Marcia 10 000 m | Jack McGinniskin                                                         | 47'38"10                | Lucas Martin                                                              | 52'08"14                | Medaglia non assegnata                                                             | Medaglia non assegnata |
| Corse a ostacoli |                                                                          |                         |                                                                           |                         |                                                                                    |                        |
| 110 m hs vento: -0,4 m/s | Tayleb Willis                                                            | 13"56                   | Christopher Douglas                                                       | 13"69                   | Jacob McCorry                                                                      | 13"91                  |
| 400 m hs | Angus Proudfoot                                                          | 50"64                   | Conor Fry                                                                 | 51"01                   | Thomas Hunt                                                                        | 51"47                  |
| 3 000 m siepi | Matthew Clarke                                                           | 8'31"00                 | Ben Buckingham                                                            | 8'44"11                 | Edward Trippas                                                                     | 8'53"46                |
| Salti |                                                                          |                         |                                                                           |                         |                                                                                    |                        |
| Salto con l'asta | Dalton Di Medio                                                          | 5,25 m                  | Aiden Princena-White                                                      | 5,25 m                  | Triston Vincent                                                                    | 4,85 m                 |
| Salto in alto | Yual Reath                                                               | 2,28 m                  | Roman Anastasios                                                          | 2,25 m                  | Joel Baden                                                                         | 2,25 m                 |
| Salto in lungo | Liam Adcock                                                              | 8,05 m vento: +0,2 m/s  | Henry Frayne                                                              | 7,82 m vento: +3,5 m/s  | Lewis Arthur                                                                       | 7,29 m vento: +1,9 m/s |
| Salto triplo | Aiden Hinson                                                             | 16,32 m vento: +0,3 m/s | Welre Olivier                                                             | 16,17 m vento: +2,6 m/s | Connor Murphy                                                                      | 16,08 m vento: 0,0 m/s |
| Lanci |                                                                          |                         |                                                                           |                         |                                                                                    |                        |
| Getto del peso | Nick Palmer                                                              | 19,98 m                 | Aiden Harvey                                                              | 18,29 m                 | Liam Ngchok-Wulf                                                                   | 16,81 m                |
| Lancio del disco | Darcy Miller                                                             | 52,27 m                 | Elijah Poila                                                              | 44,47 m                 | Jonathan Detageouwa                                                                | 42,90 m                |
| Lancio del martello | Anthony Nobilo                                                           | 65,18 m                 | Timothy Heyes                                                             | 64,32 m                 | Benjamin Roberts                                                                   | 62,69 m                |
| Lancio del giavellotto | Nash Lowis                                                               | 79,67 m                 | Cameron McEntyre                                                          | 76,52 m                 | Cruz Hogan                                                                         | 70,90 m                |
| Prove multiple |                                                                          |                         |                                                                           |                         |                                                                                    |                        |
| Decathlon | Ashley Moloney                                                           | 8182 p.                 | Daniel Golubovic                                                          | 8002 p.                 | Angus Lyver                                                                        | 6922 p.                |
| Staffette |                                                                          |                         |                                                                           |                         |                                                                                    |                        |
| 4×100 m | Papua Nuova Guinea Alphonse Igish Emmanuel Anis Tovetuna Tuna Pais Wisil | 41"31                   | Figi Waisele Inoke Waisake Tewa Samuela Railoa Jonacani Koroi             | 42"03                   | Samoa Maika Fred Pedro Johnny Key Livingstonerick Savaiinaea Falatunatuna Solomona | 42"97                  |
| 4×400 m | Figi Samuela Railoa Waisake Tewa Ilisavani Radovu Jonacani Koroi         | 3'19"74                 | Vanuatu Rizon Leo Rara Obediah Timbaci Macaulay John Saunders Toho Josuah | 3'29"83                 | Medaglia non assegnata                                                             | Medaglia non assegnata |
| record mondiale; record mondiale stagionale; record oceaniano; record dei campionati; record nazionale; record personale; record personale stagionale. |                                                                          |                         |                                                                           |                         |                                                                                    |                        |

### Donne
| Specialità | Oro                                                                             | Prestazione             | Argento                                                                            | Prestazione             | Bronzo                                                                | Prestazione             |
| Corse piane |                                                                                 |                         |                                                                                    |                         |                                                                       |                         |
| 100 m vento: +0,1 m/s | Ella Connolly                                                                   | 11"41                   | Ebony Lane                                                                         | 11"53                   | Leonie Beu                                                            | 11"85                   |
| 200 m vento: -1,7 m/s | Torrie Lewis                                                                    | 23"14                   | Mia Gross                                                                          | 23"51                   | Riley Day                                                             | 23"63                   |
| 400 m | Ellie Beer                                                                      | 51"91                   | Mikeala Selaidinakos                                                               | 53"11                   | Amelia Rowe                                                           | 55"18                   |
| 800 m | Alison Andrews-Paul                                                             | 2'03"94                 | Carley Thomas                                                                      | 2'04"91                 | Stella Pearless                                                       | 2'06"96                 |
| 1 500 m | Laura Nagel                                                                     | 4'22"10                 | Rebekah Greene                                                                     | 4'24"40                 | Boh Ritchie                                                           | 4'25"69                 |
| 5 000 m | Jenny Blundell                                                                  | 15'26"29                | Holly Campbell                                                                     | 15'31"88                | Maudie Skyring                                                        | 15'49"39                |
| Marcia 10 000 m | Tayla Billington                                                                | 50'03"75                | Chelsea Roberts                                                                    | 52'54"04                | Bridget Bell                                                          | 53'57"23                |
| Corse a ostacoli |                                                                                 |                         |                                                                                    |                         |                                                                       |                         |
| 100 m hs vento: -1,7 m/s | Liz Clay                                                                        | 12"99                   | Celeste Mucci                                                                      | 13"07                   | Danielle Shaw                                                         | 13"30                   |
| 400 m hs | Sarah Carli                                                                     | 56"52                   | Marli Wilkinson                                                                    | 57"94                   | Isabella Guthrie                                                      | 58"18                   |
| 3 000 m siepi | Amy Cashin                                                                      | 9'41"54                 | Cara Feain-Ryan                                                                    | 9'48"45                 | Stella Radford                                                        | 10'05"51                |
| Salti |                                                                                 |                         |                                                                                    |                         |                                                                       |                         |
| Salto con l'asta | Stella Radford                                                                  | 3,80 m                  | Georgia Tayler                                                                     | 3,80 m                  | Julian Sosimo                                                         | 1,85 m                  |
| Salto in alto | Keeley O'Hagan                                                                  | 1,86 m =                | Imogen Skelton                                                                     | 1,83 m                  | Alexandra Harrison Toby Stolberg                                      | 1,79 m 1,79 m           |
| Salto in lungo | Samantha Dale                                                                   | 6,47 m vento: +2,5 m/s  | Elizabeth Hedding                                                                  | 6,41 m vento: +1,7 m/s  | Tomysha Clark                                                         | 6,36 m vento: +1,2 m/s  |
| Salto triplo | Desleigh Owusu                                                                  | 13,45 m vento: +0,5 m/s | Kayla Cuba                                                                         | 13,10 m vento: +1,3 m/s | Tiana Boras                                                           | 12,89 m vento: +2,5 m/s |
| Lanci |                                                                                 |                         |                                                                                    |                         |                                                                       |                         |
| Getto del peso | Atamaama Tu'Utafaiva                                                            | 16,24 m                 | Emma Berg                                                                          | 15,94 m                 | Natalia Rankin-Chitar                                                 | 15,66 m                 |
| Lancio del disco | Taryn Gollshewsky                                                               | 60,96 m                 | Tatiana Kaumoana                                                                   | 57,59 m                 | Anika Gosling                                                         | 51,83 m                 |
| Lancio del martello | Lauren Bruce                                                                    | 69,99 m                 | Aliyah Canepa                                                                      | 55,58 m                 | Deborah Bulai                                                         | 55,01 m                 |
| Lancio del giavellotto | Mackenzie Little                                                                | 61,09 m                 | Sharon Toako                                                                       | 47,88 m                 | Iowana Kavekai                                                        | 35,15 m                 |
| Prove multiple |                                                                                 |                         |                                                                                    |                         |                                                                       |                         |
| Eptathlon | Camryn Newton-Smith                                                             | 6070 p.                 | Tori West                                                                          | 5951 p.                 | Emelia Surch                                                          | 5614 p.                 |
| Staffette |                                                                                 |                         |                                                                                    |                         |                                                                       |                         |
| 4×100 m | Nuova Zelanda Amelie Fairclough Brooke Somerfield Georgia Hulls Marielle Venida | 46"07                   | Figi Oca Dia Nasulunibawa Kesaia Boletakanadavau Melania Turaga Sereima Rasovasova | 48"67                   | Papua Nuova Guinea Joy Tieba Edna Boafob Janique Mili Denlyne Siliwen | 48"94                   |
| 4×400 m | Papua Nuova Guinea Raylyne Kanam Patricia Kuku Joy Tieba Denlyne Siliwen        | 4'01"91                 | Vanuatu Lisbeth Kalopong Claudie David Lyza Malres Chloe David                     | 4'16"99                 | Medaglia non assegnata                                                | Medaglia non assegnata  |
| record mondiale; record mondiale stagionale; record oceaniano; record dei campionati; record nazionale; record personale; record personale stagionale. |                                                                                 |                         |                                                                                    |                         |                                                                       |                         |

### Misti
| Specialità | Oro                                                                            | Prestazione | Argento                                                              | Prestazione | Bronzo                                                           | Prestazione |
| Staffette |                                                                                |             |                                                                      |             |                                                                  |             |
| 4×400 m | Nuova Zelanda Angus Lyver Amelie Fairclough Lex Revell-Lewis Madeleine Waddell | 3'26"12     | Papua Nuova Guinea Benjamin Aliel Leonie Beu Daniel Baul Isila Apkup | 3'28"48     | Figi Waisake Tewa Melania Turaga Gladness Simpson Jonacani Koroi | 3'37"83     |
| record mondiale; record mondiale stagionale; record oceaniano; record dei campionati; record nazionale; record personale; record personale stagionale. |                                                                                |             |                                                                      |             |                                                                  |             |

## Medagliere
| Posiz. | Nazione            | Oro | Argento | Bronzo | Totale |
| ------ | ------------------ | --- | ------- | ------ | ------ |
| 1      | Australia          | 31  | 31      | 25     | 87     |
| 2      | Nuova Zelanda      | 10  | 6       | 8      | 24     |
| 3      | Papua Nuova Guinea | 2   | 2       | 3      | 7      |
| 4      | Figi               | 1   | 2       | 3      | 6      |
| 5      | Tonga              | 1   | 0       | 0      | 1      |
| 6      | Vanuatu            | 0   | 2       | 0      | 2      |
| 7      | Isole Cook         | 0   | 1       | 0      | 1      |
| 8      | Nauru              | 0   | 0       | 1      | 1      |
| 8      | Samoa              | 0   | 0       | 1      | 1      |
| 8      | Isole Salomone     | 0   | 0       | 1      | 1      |
| Totale | Totale             | 45  | 44      | 42     | 131    |